# Alexander Kühl (Basketballspieler)
Alexander Kühl (* 7. Januar 1973 in Rendsburg) ist ein ehemaliger deutscher Basketballspieler. Er bestritt 14 A-Länderspiele für Deutschland und nahm an der Europameisterschaft 1997 teil.

## Karriere
Kühl stammt aus Brammer in der Nähe von Rendsburg. Als Jugendlicher erwog er eine Hormonbehandlung, um das Körperwachstum einzudämmen, entschied sich aber dagegen. In Anspielung auf seinen Heimatort erhielt er später den Spitznamen „Hammer von Brammer“. Er begann im Alter von 15 Jahren mit dem Basketball, spielte in Nortorf und wurde im Alter von 18 Jahren von Trainer Dan Palmer zum Bundesligisten BG Ludwigsburg geholt. Im Sommer 1992 nahm er an der Junioren-Europameisterschaft in Ungarn teil. Kühl ging 1993 in die USA, spielte zunächst am Palm Beach Junior College im Bundesstaat Florida und erzielte für die Hochschulmannschaft Mittelwerte von 16,5 Punkten, 9,1 Rebounds und 2,6 geblockte Würfe je Begegnung. Ab 1995 spielte er für zwei Jahre an der University of North Carolina at Charlotte. In 48 Spielen für die Charlotte 49ers erzielte er im Durchschnitt 6,3 Punkte sowie 6,9 Rebounds je Begegnung.
Nach dem Studienaufenthalt in den Vereinigten Staaten und der Teilnahme mit der deutschen Nationalmannschaft an der EM-Endrunde 1997 (zwei Kurzeinsätze während des EM-Turniers) spielte Kühl eine Spielzeit für Bayer Leverkusen unter Trainer Dirk Bauermann in der Basketball-Bundesliga. Mit Leverkusen nahm er ebenfalls am europäischen Vereinswettbewerb EuroCup teil. In der Bundesliga kam er in 26 Spielen auf Mittelwerte von 3,2 Punkte und 3,9 Rebounds je Begegnung. Im EuroCup wurde er in neun Spielen eingesetzt, in denen er für Leverkusen im Schnitt 4,8 Punkte und 4,7 Rebounds erzielte.
Kühl stand 1998/99 bei Aris Thessaloniki in Griechenland unter Vertrag. Er erreichte mit der Mannschaft im Saporta Cup das Halbfinale. Auch mit Near East BC trat Kühl auf europäischer Ebene an, nämlich im Korać-Cup.
Nach zwei Jahren in Griechenland setzte er seine Laufbahn in Italien fort. In der Saison 2000/01 bestritt er für den Erstligisten Poliform Cantù 33 Spiele (5,5 Punkte, 4,3 Rebounds/Spiel). Für GS Peristeri Athen kam er während des Spieljahres 2001/02 in 26 Ligaeinsätzen auf einen Schnitt von 3 Punkten und 3 Rebounds je Begegnung.
Im Laufe der Saison 2002/03 bestritt Kühl für Avellino in Italien 26 Einsätze (2,1 Punkte/Spiel) und in Frankreich für Limoges CSP neun Ligaspiele (6,8 Punkte, 8 Rebounds/Spiel). Im Oktober 2003 wurde er noch einmal vom Bundesligisten Ludwigsburg geholt, kam in der Bundesliga aber nicht zum Einsatz.
Kühl ließ sich mit seiner Ehefrau, einer früheren Volleyballspielerin an der University of North Carolina at Charlotte, in den Vereinigten Staaten nieder. Sohn Alijah wurde wie sein Vater Basketballspieler auf Leistungsebene.